# Moritzburg (zámek)

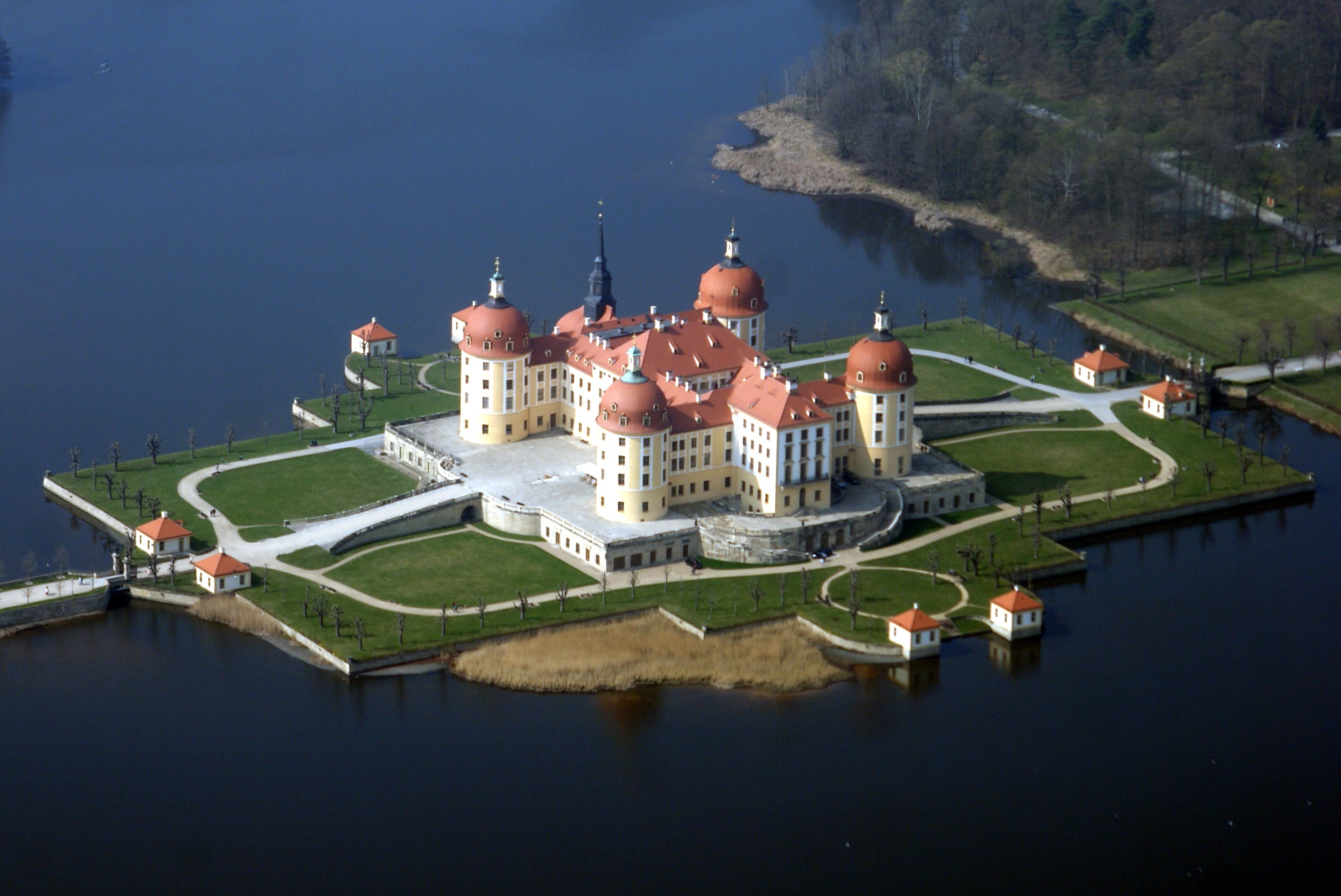
Letecký pohled na Moritzburg se Zámeckým rybníkem

Lovecký zámek Moritzburg (kterému se přezdívá Perla saského baroka) leží ve vesnici Moritzburg v Sasku (Německo), asi 14 km severozápadně od Drážďan. Zámek založil vévoda Mořic Saský, ale současnou barokní podobu získal za vlády saského kurfiřta a polského krále Augusta Silného podle návrhu Matthäuse Daniela Pöppelmanna.
Zámek obsahuje rozsáhlé sbírky loveckých trofejí, ale také čínského, japonského a míšeňského porcelánu. Je zde také umístěna tzv. Federzimmer (péřová místnost), ložnice Augusta Silného, s ložním zařízením vytvořeným z mnoha per exotických ptáků.
V exteriérech zámku se natáčela známá pohádka Tři oříšky pro Popelku.

## Historie komplexu

### Moritzburg
Původní stavbu si nechal postavit vévoda Mořic Saský v letech 1542–1546 jako lovecký zámek v renesančním stylu na vrcholu žulové hory v bažinaté dolině.
V letech 1661–1672, za vlády kurfiřta Jana Jiřího II., byla k zámku přistavěna kaple podle návrhu Wolfa Caspara von Klengela. Kaple obsahuje pískovcovou a štukovou výzdobu, nástropní malby, oltář a lóži pro saského panovníka. Tato původně luteránská kaple začala sloužit ke konání katolických bohoslužeb v roce 1699, dva roky po konverzi Augusta Silného ke katolictví.
Za vlády Fridricha Augusta Silného také došlo k výrazné proměně exteriérů a okolí zámku. Dvorní architekt Matthäus Daniel Pöppelmann vypracoval návrh na přestavbu loveckého zámečku v barokním stylu, v jejímž rámci pak byly původní čtyři bašty zvýšeny, přestavěny na rohové věže a propojeny s renesančním zámečkem, čímž byla vytvořena současná charakteristická podoba. Také byl zřízen nový park a Zámecký rybník, v jehož středu leží ostrov se zámkem. Rekonstrukce skončila v roce 1733, kdy zemřel August Silný.
Od roku 1933 využíval areál princ Arnošt Jindřich Saský jako svoje sídlo a zřídil zde i prostory pro oficiální návštěvy. V roce 1945 byl zámek Wettinům vyvlastněn.

### Fasanenschlösschen

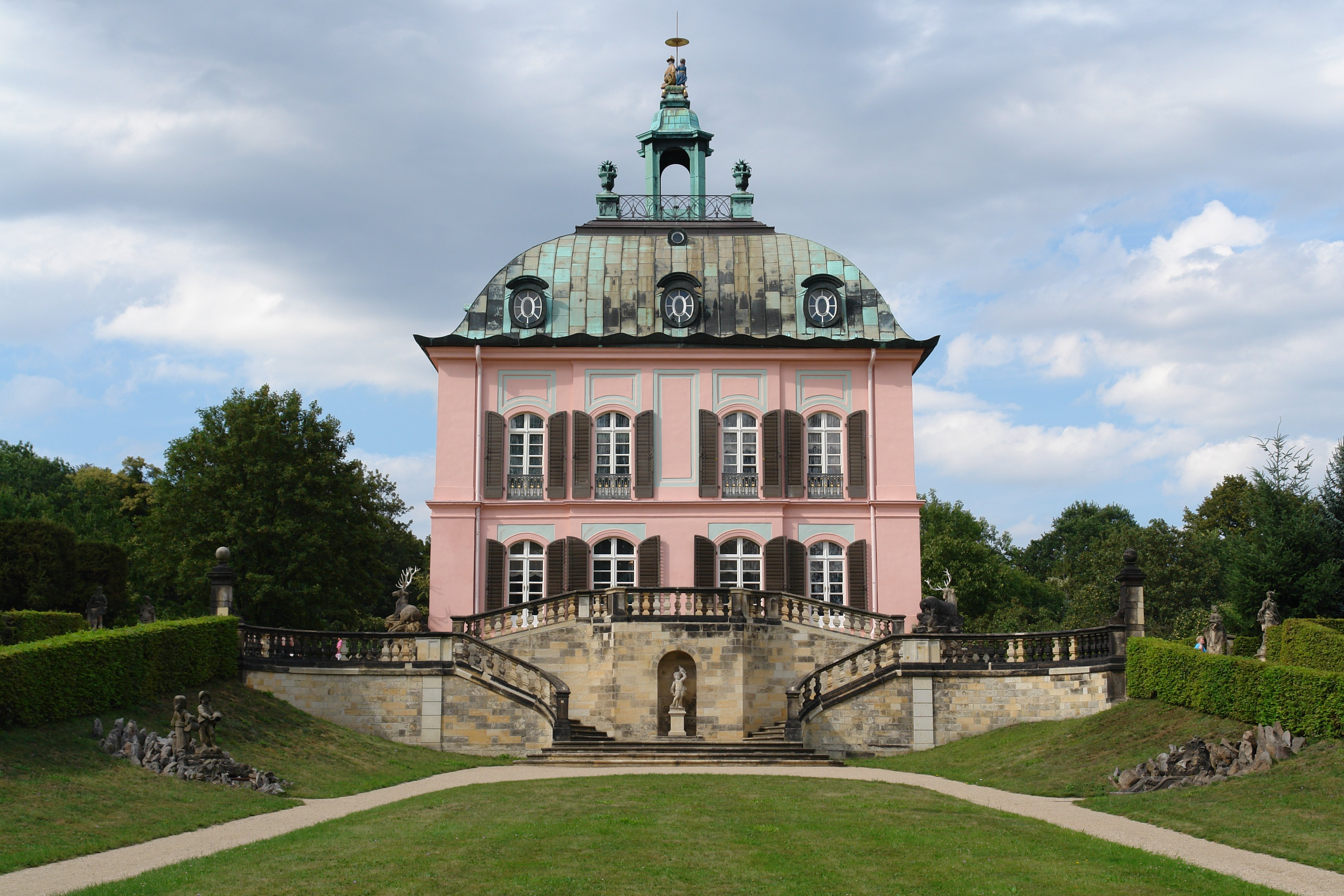
Rokokový Fasanenschlösschen

Další stavby byly postaveny u Dolního velkého rybníka asi 2500 m od vlastního zámku. Ještě za Augusta Silného byl postaven jednopatrový pavilón. Význačná přestavba této části parku však proběhla za Augustova vnuka, kurfiřta Fridricha Augusta III. na sklonku 18. století. Pod vedením architekta Johanna Daniela Shadeho došlo mezi lety 1770–1776 k rozšíření jednopatrového pavilonu na dvoupatrový rokokový Fasanenschlösschen (bažantí zámeček) v čínském stylu, který se stal centrem velké bažantnice. Dále byl na rybníku postaven přístav s molem a majákem a ubytovací prostory pro saského ministra umění Camilla Marcoliniho. Součástí komplexu je i barokní, až rokoková stavba Venušiny studny. Krom toho zde byly postaveny budovy na uskladnění ptačích sítí nebo dvorní kuchyně.